# Comuna Șișești, Maramureș
Șișești (în maghiară Lacfalu) este o comună în județul Maramureș, Transilvania, România, formată din satele Bontăieni, Cetățele, Dănești, Negreia, Plopiș, Șișești (reședința) și Șurdești.

## Demografie
Componența etnică a comunei Șișești
     Români (97,69%)
     Necunoscută (2,15%)
     Altă etnie (0,15%)
Componența confesională a comunei Șișești
     Ortodocși (52,84%)
     Penticostali (2,62%)
     Greco-catolici (40,57%)
     Necunoscută (2,53%)
     Altă religie (1,41%)
Conform recensământului efectuat în 2011, populația comunei Șișești se ridică la 5.289 de locuitori, în scădere față de recensământul anterior din 2002, când se înregistraseră 5.479 de locuitori. Majoritatea locuitorilor sunt români (97,69%). Pentru 2,16% din populație, apartenența etnică nu este cunoscută.
Din punct de vedere confesional, majoritatea locuitorilor sunt ortodocși (52,85%), dar există și minorități de greco-catolici (40,57%) și penticostali (2,63%). Pentru 2,53% din populație, nu este cunoscută apartenența confesională.

## Politică și administrație
Comuna Șișești este administrată de un primar și un consiliu local compus din 15 consilieri. Primarul, Ioan Mircea Tentiș[*], de la Partidul Național Liberal, este în funcție din 2012. Începând cu alegerile locale din 2024, consiliul local are următoarea componență pe partide politice:
|  | Partid                                  | Consilieri | Componența Consiliului | Componența Consiliului | Componența Consiliului | Componența Consiliului | Componența Consiliului | Componența Consiliului |
|  | --------------------------------------- | ---------- | ---------------------- | ---------------------- | ---------------------- | ---------------------- | ---------------------- | ---------------------- |
|  | Partidul Național Liberal               | 6          |                        |                        |                        |                        |                        |                        |
|  | Partidul Social Democrat                | 3          |                        |                        |                        |                        |                        |                        |
|  | Reînnoim Proiectul European al României | 2          |                        |                        |                        |                        |                        |                        |
|  | Uniunea Salvați România                 | 2          |                        |                        |                        |                        |                        |                        |
|  | Alianța pentru Unirea Românilor         | 1          |                        |                        |                        |                        |                        |                        |
|  | Forța Dreptei                           | 1          |                        |                        |                        |                        |                        |                        |

În perioada 2008 - 2012, primarul comunei a fost Gheorghe Bud.

## Imagini

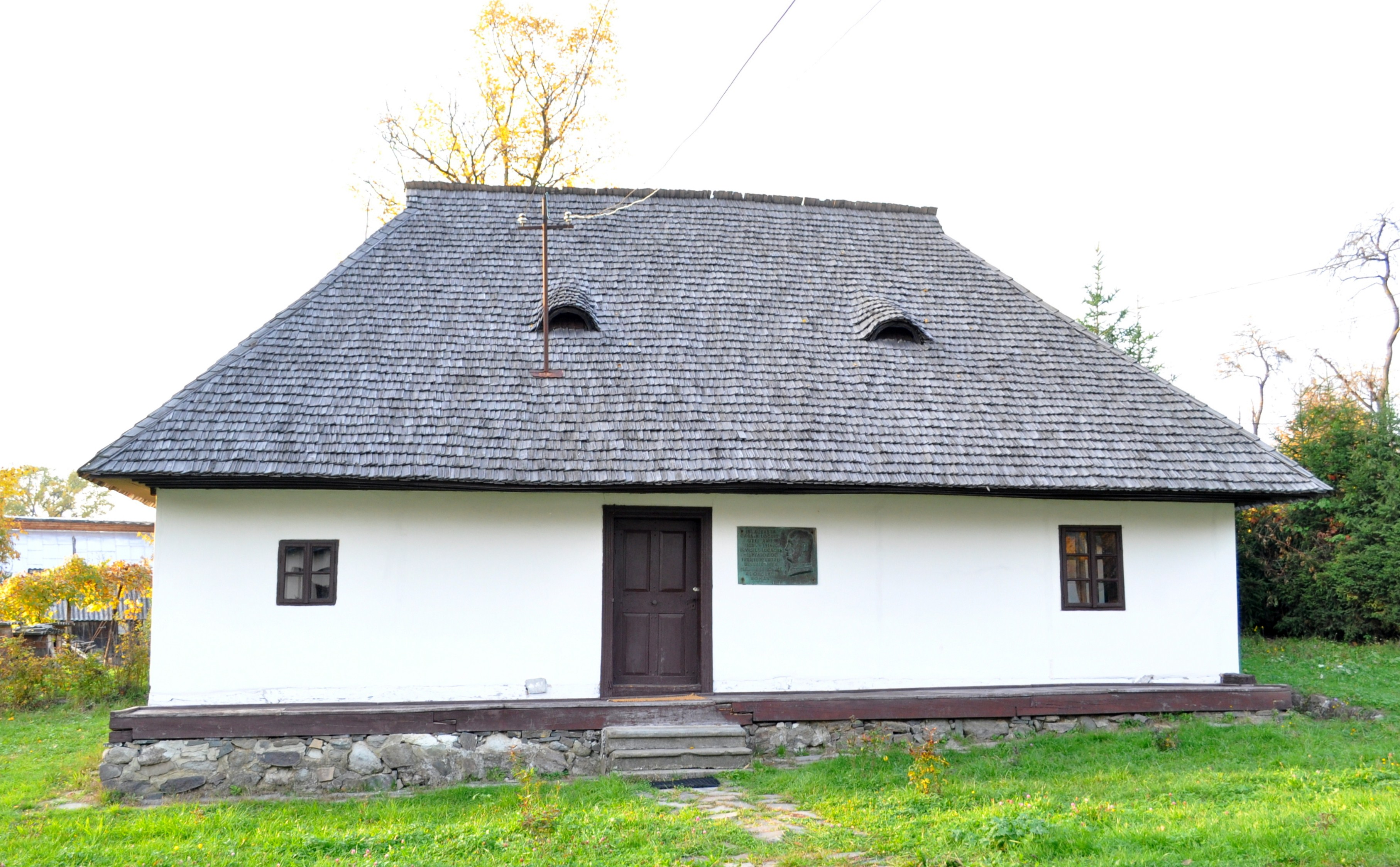
Casa de lemn Vasile Lucaciu din Șișești (monument istoric)
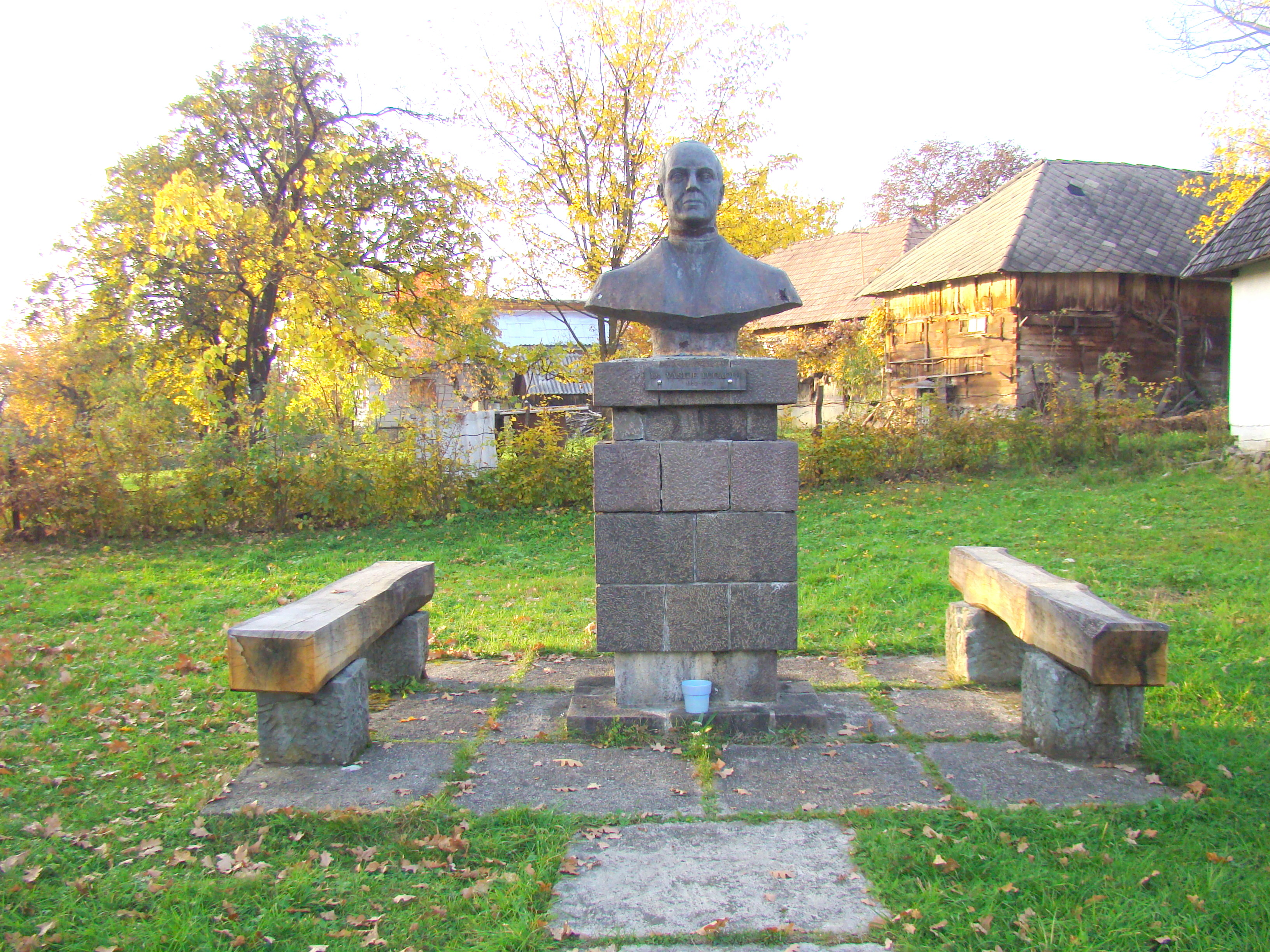
Bustul lui Vasile Lucaciu din Șișești (monument istoric)
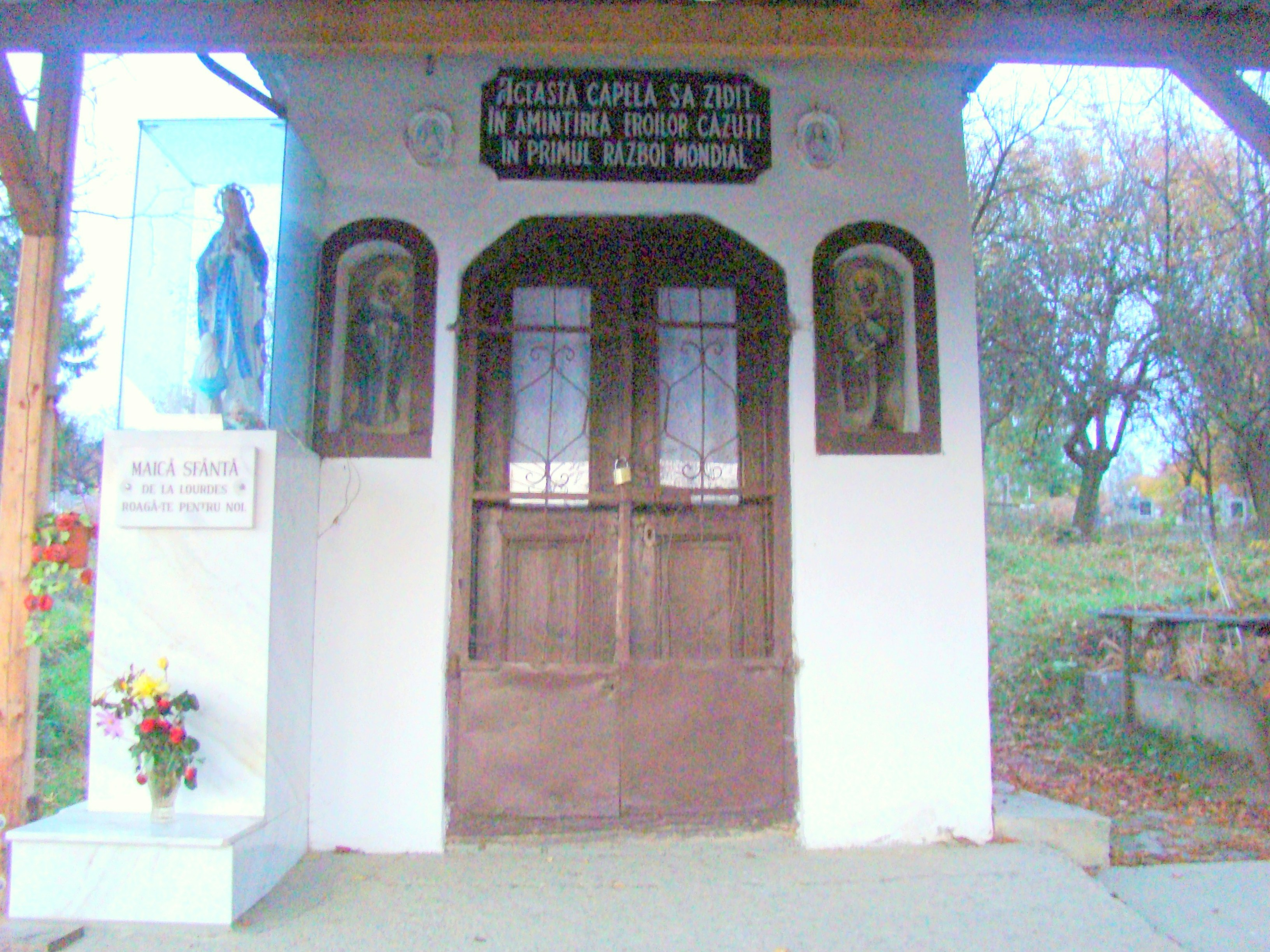
Capela Eroilor căzuți în Primul Război Mondial (monument istoric)
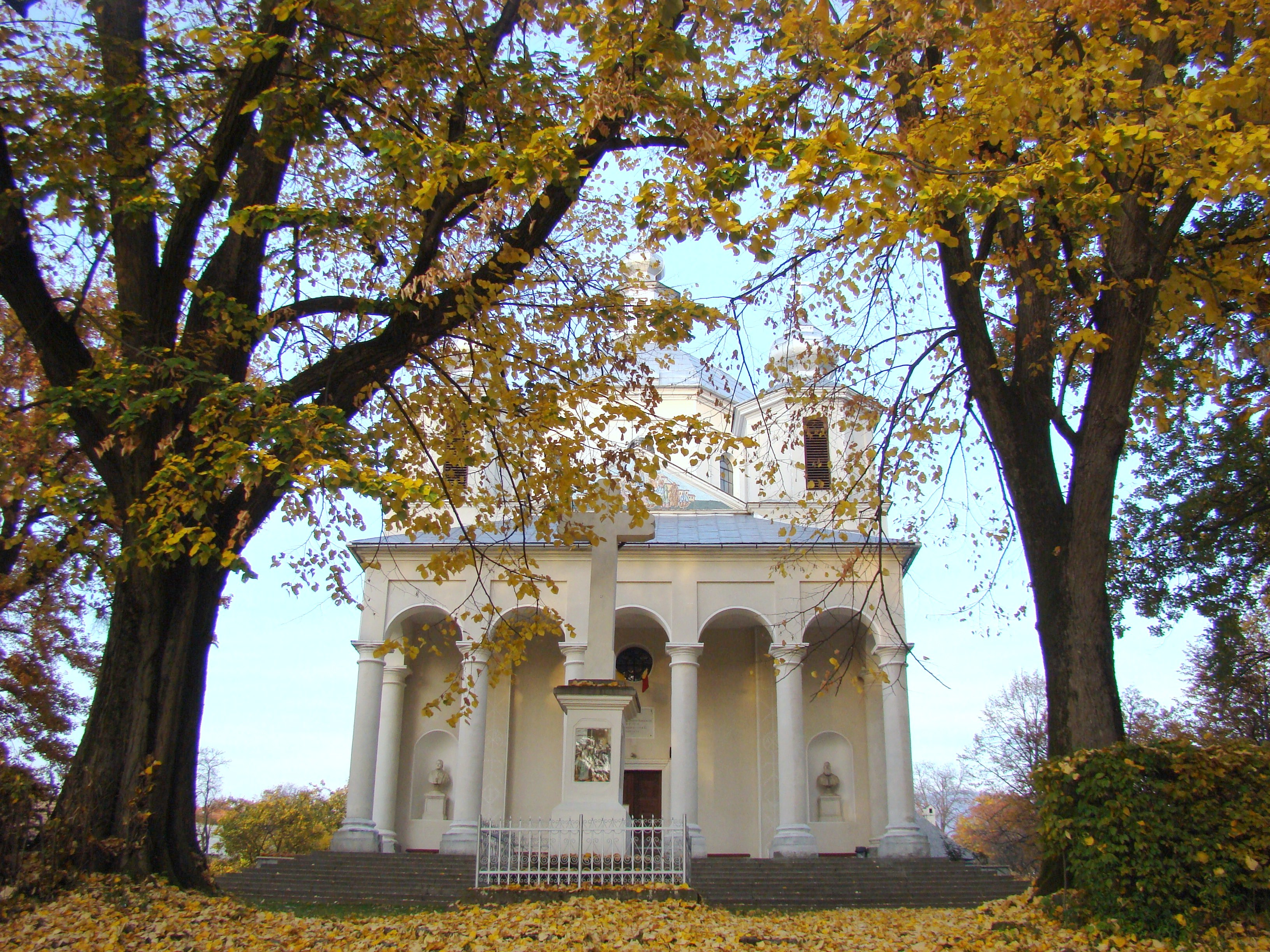
Ansamblul bisericii "Adormirea Maicii Domnului" din Șișești (monument istoric)
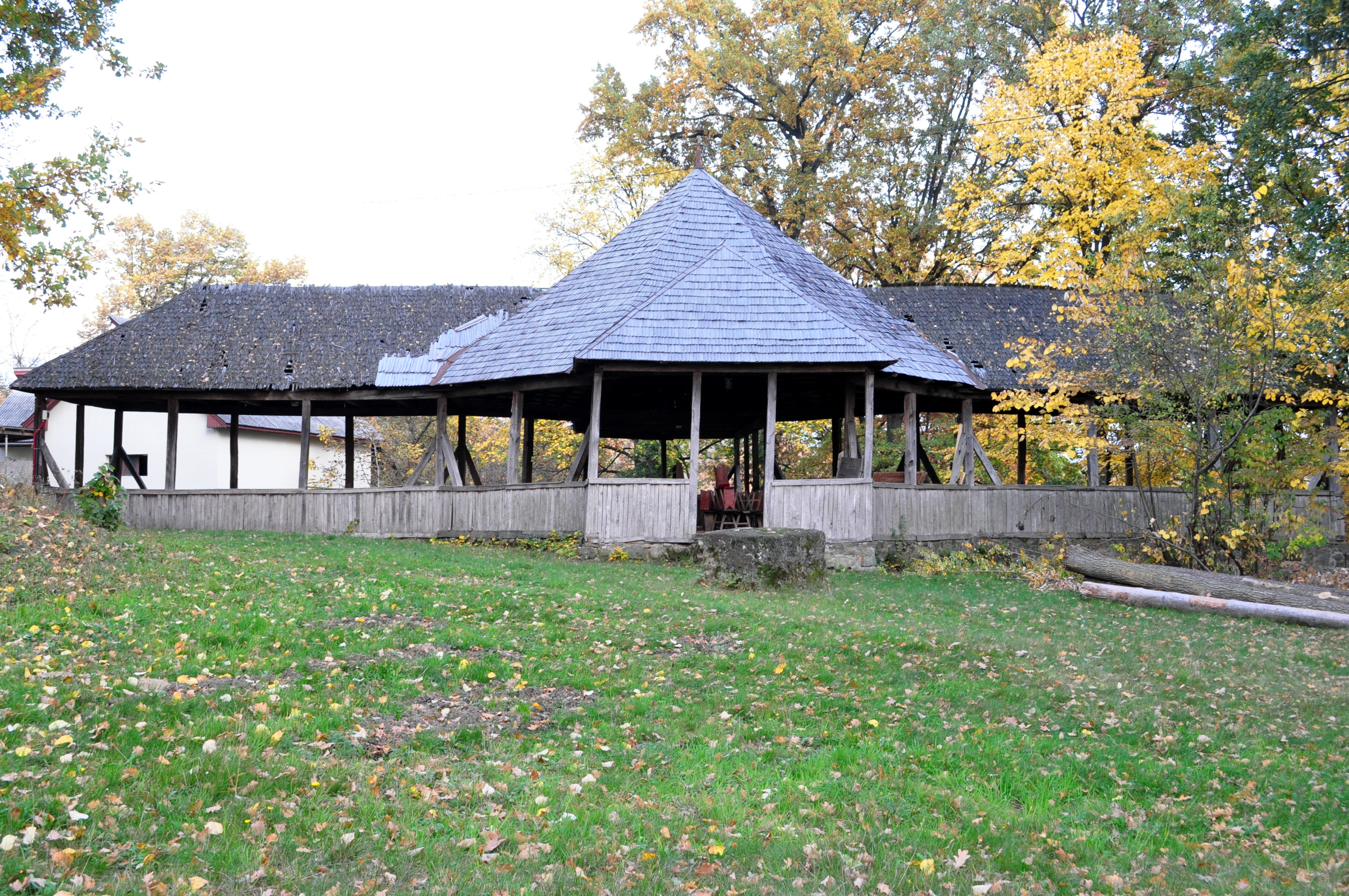
Pavilionul Unirii Tuturor Românilor (monument istoric)
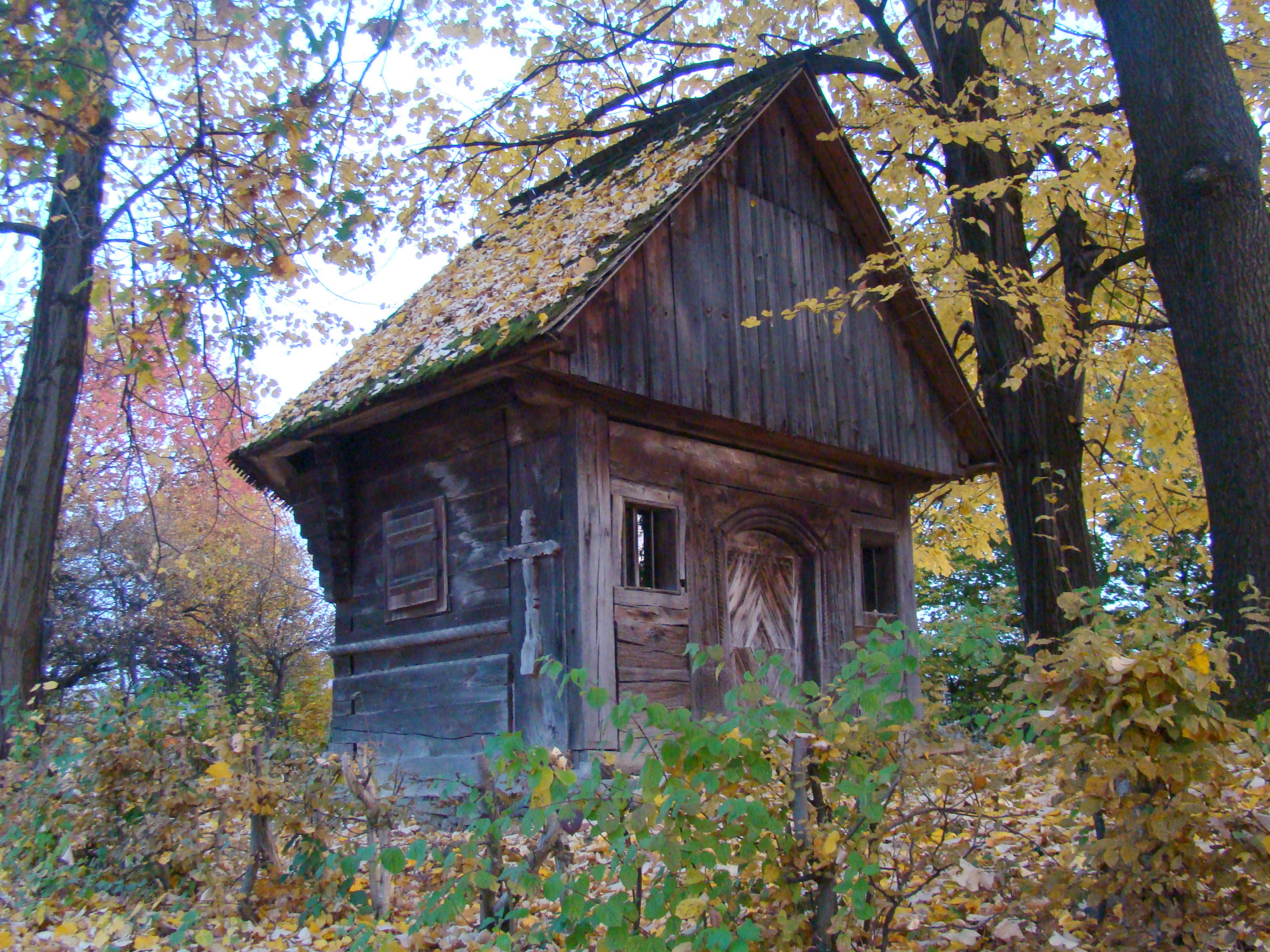
Absida bisericii de lemn (monument istoric)
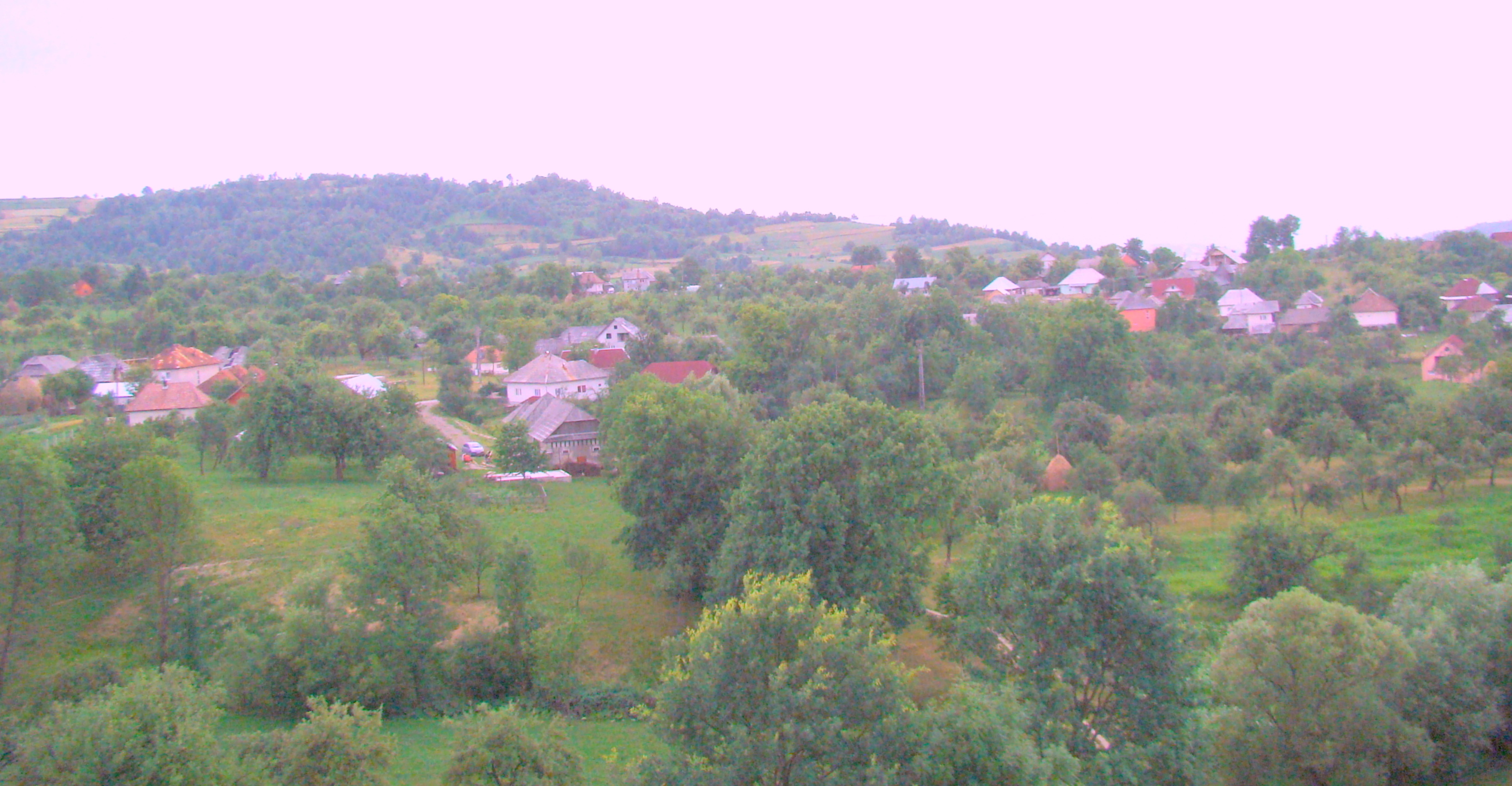
Plopiș
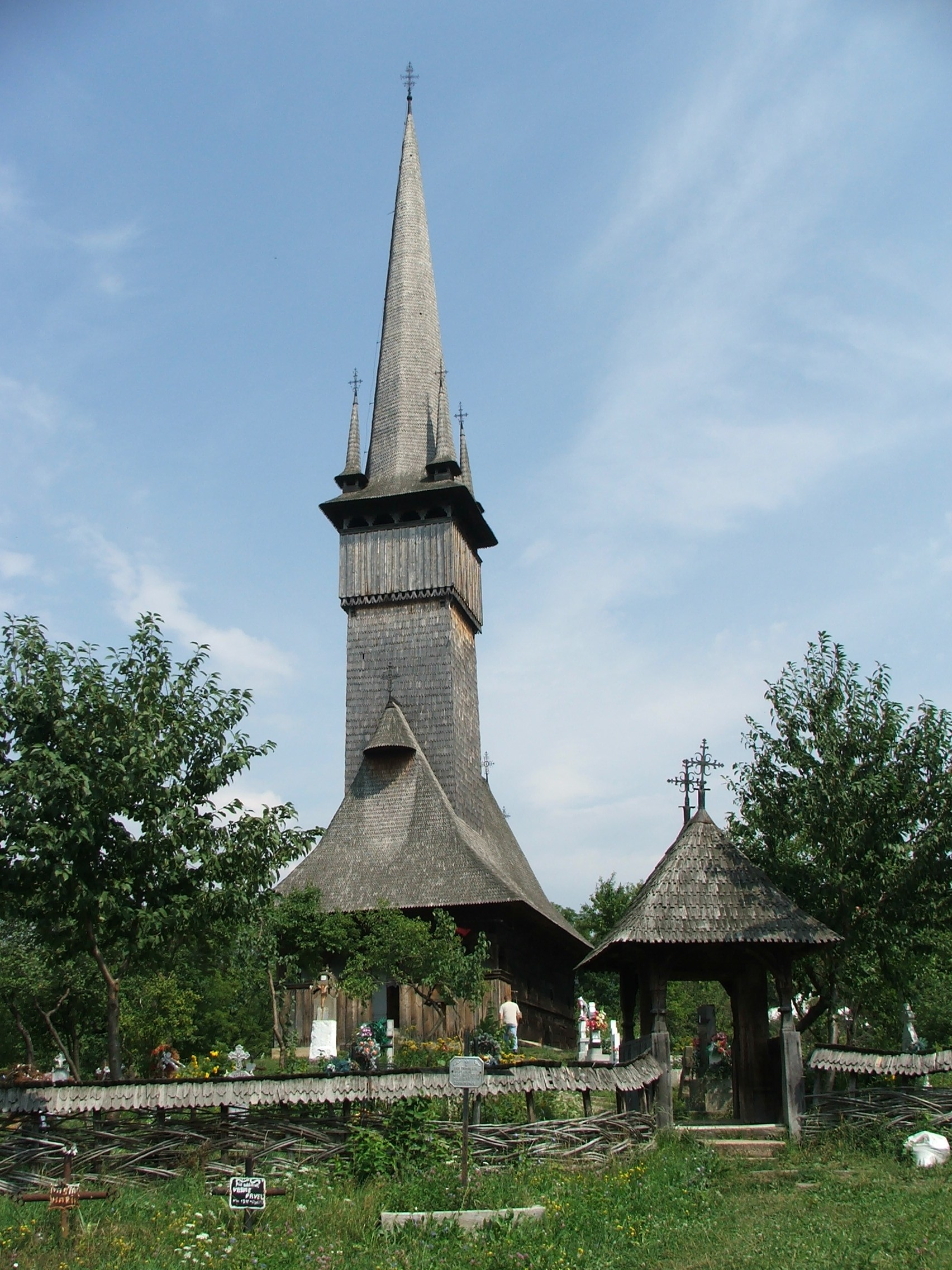
Biserica de lemn din Plopiș (monument istoric)
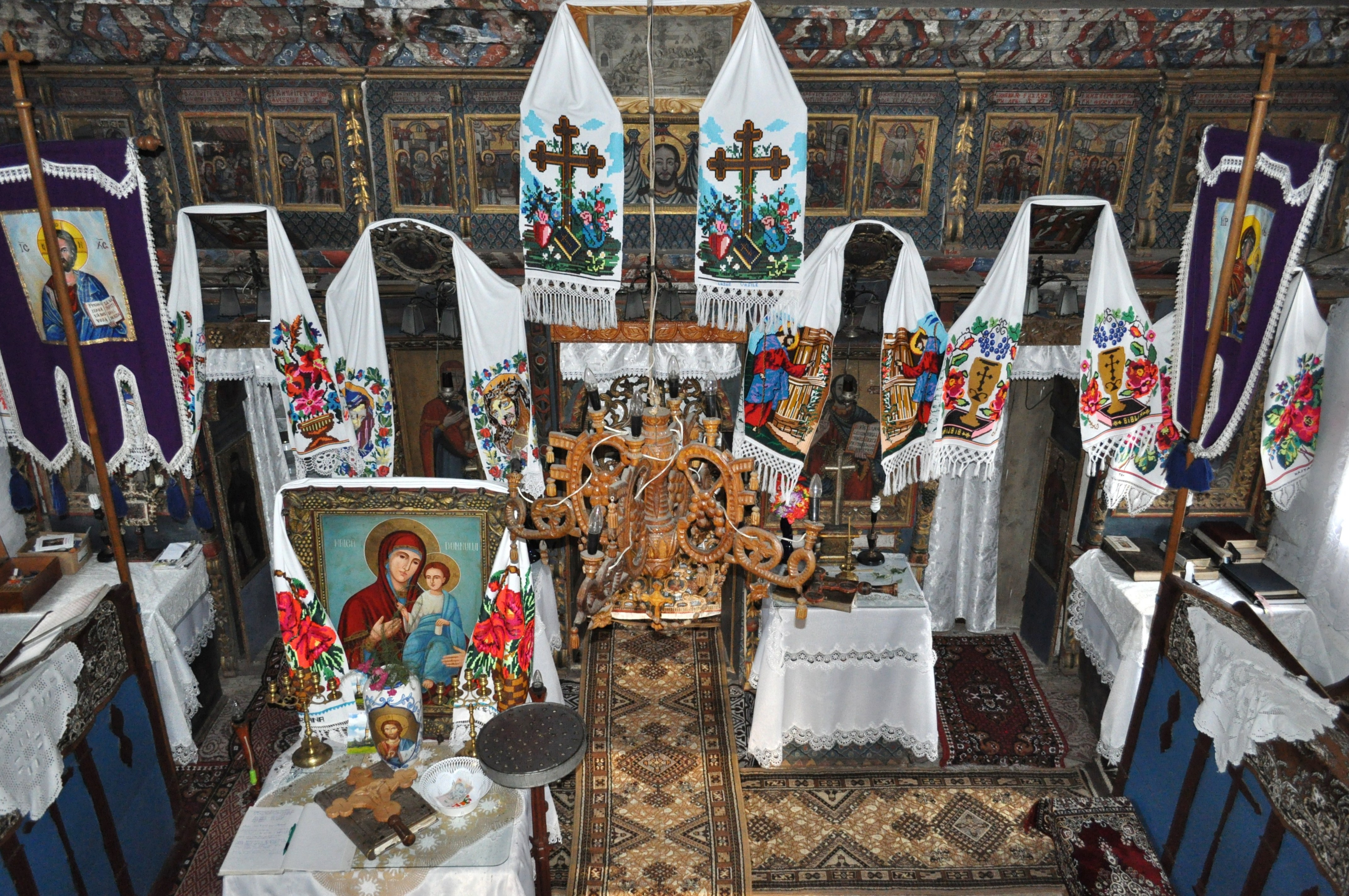
Biserica de lemn din Plopiș (interior)
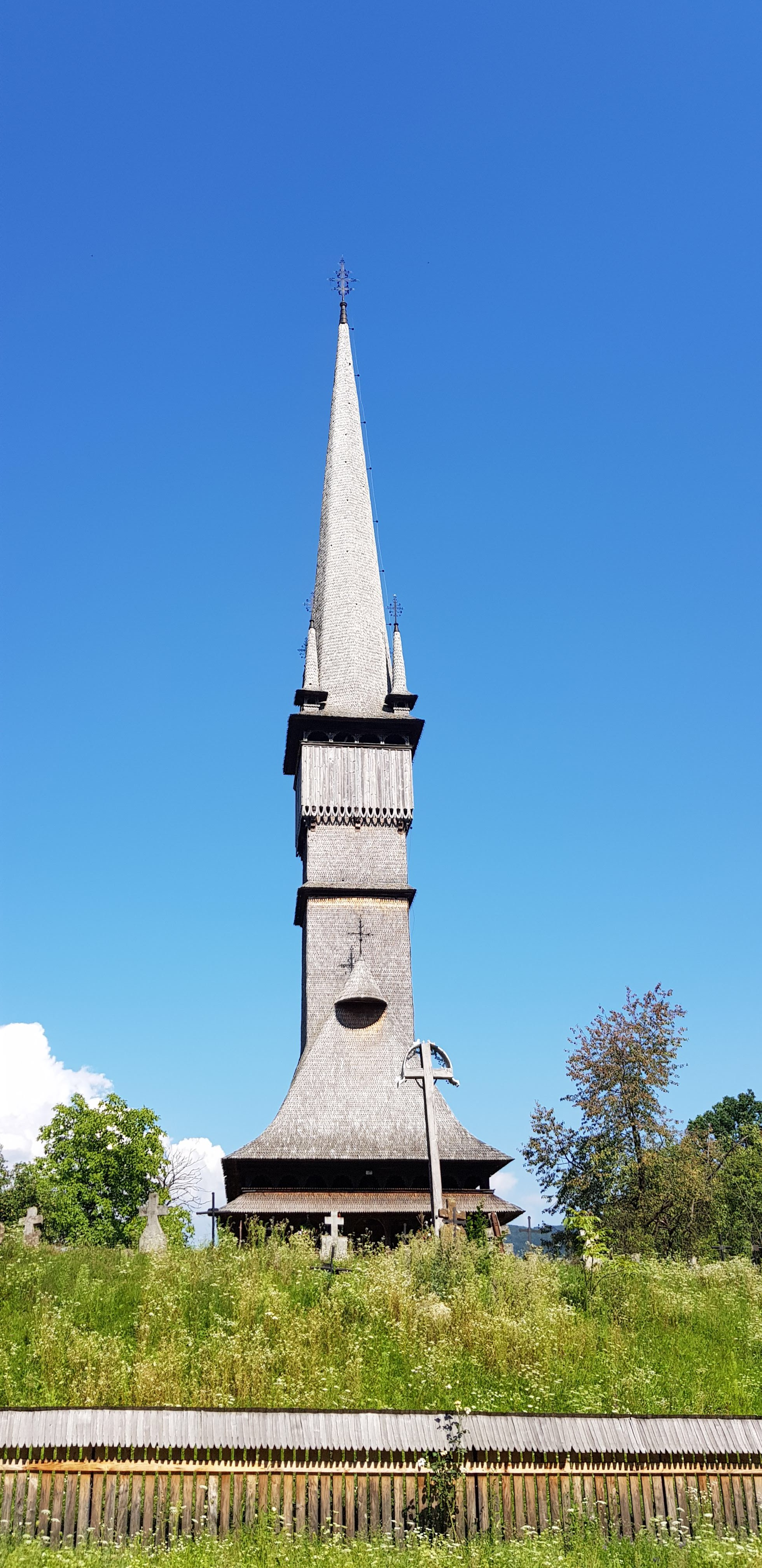
Biserica de lemn din Șurdești (monument istoric)
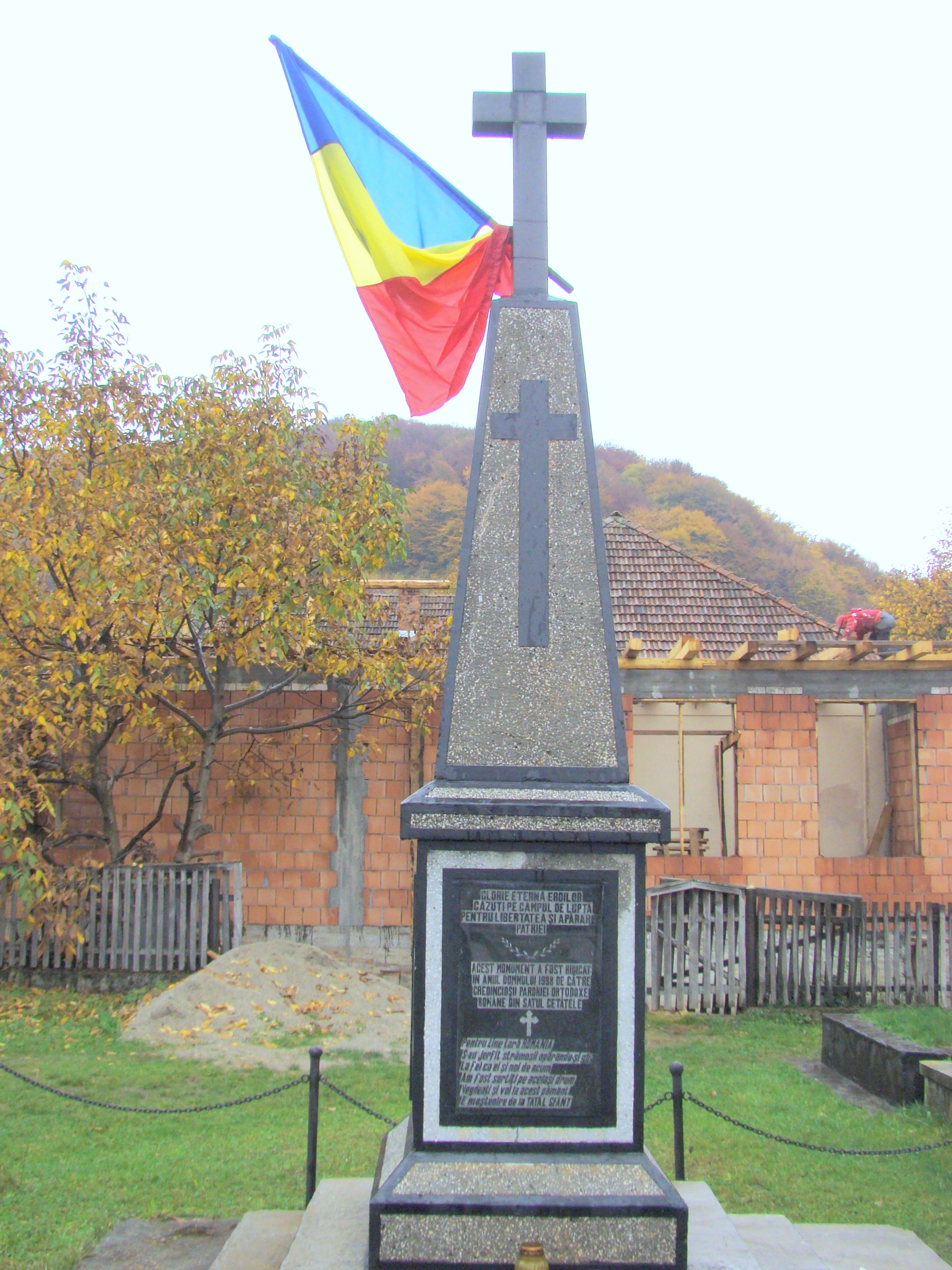
Monumentul eroilor din satul Cetățele
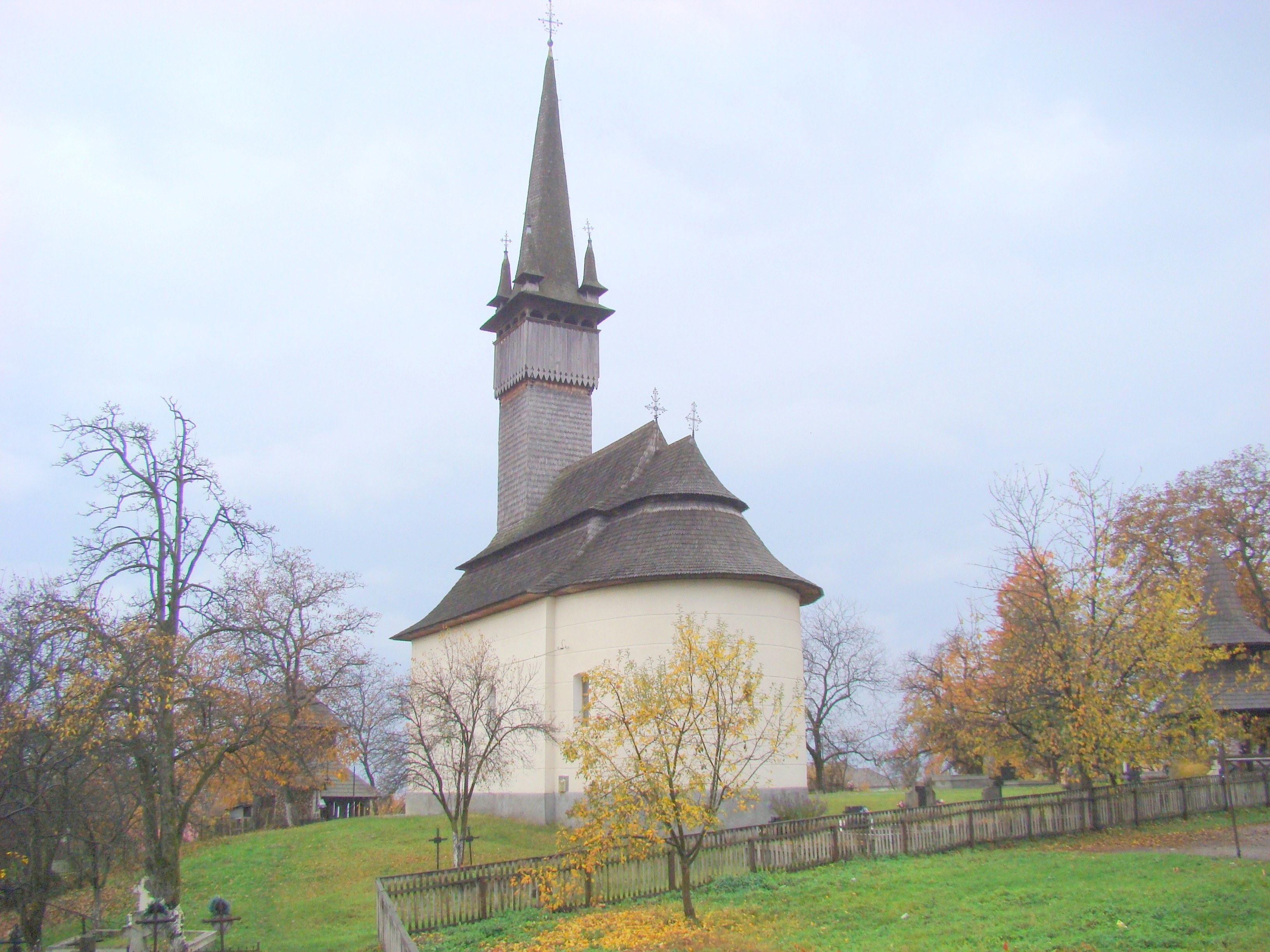
Biserica „Cuvioasa Paraschiva" din Cetățele (monument istoric)
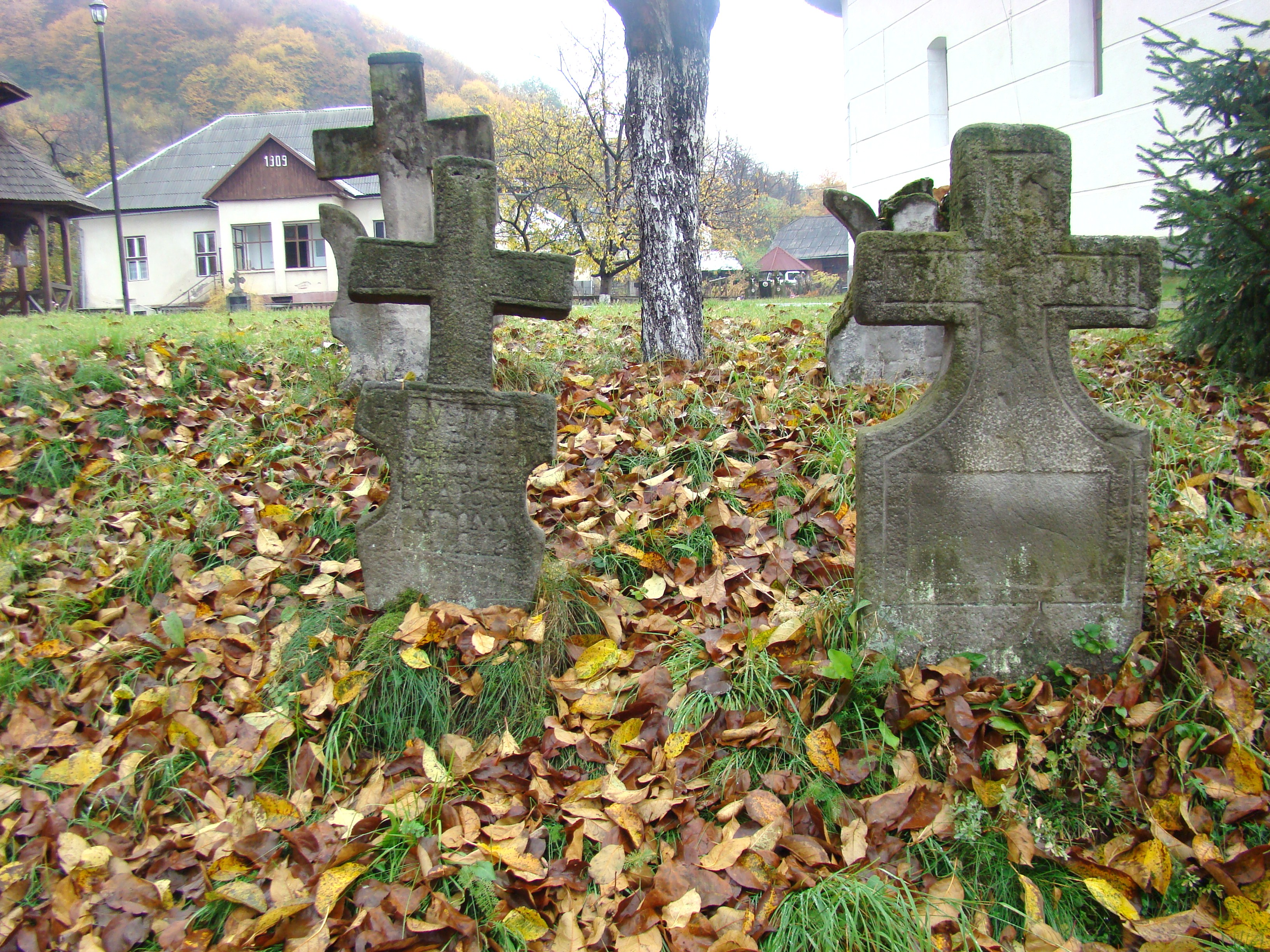
Cimitirul cu cruci de piatră (monument istoric)
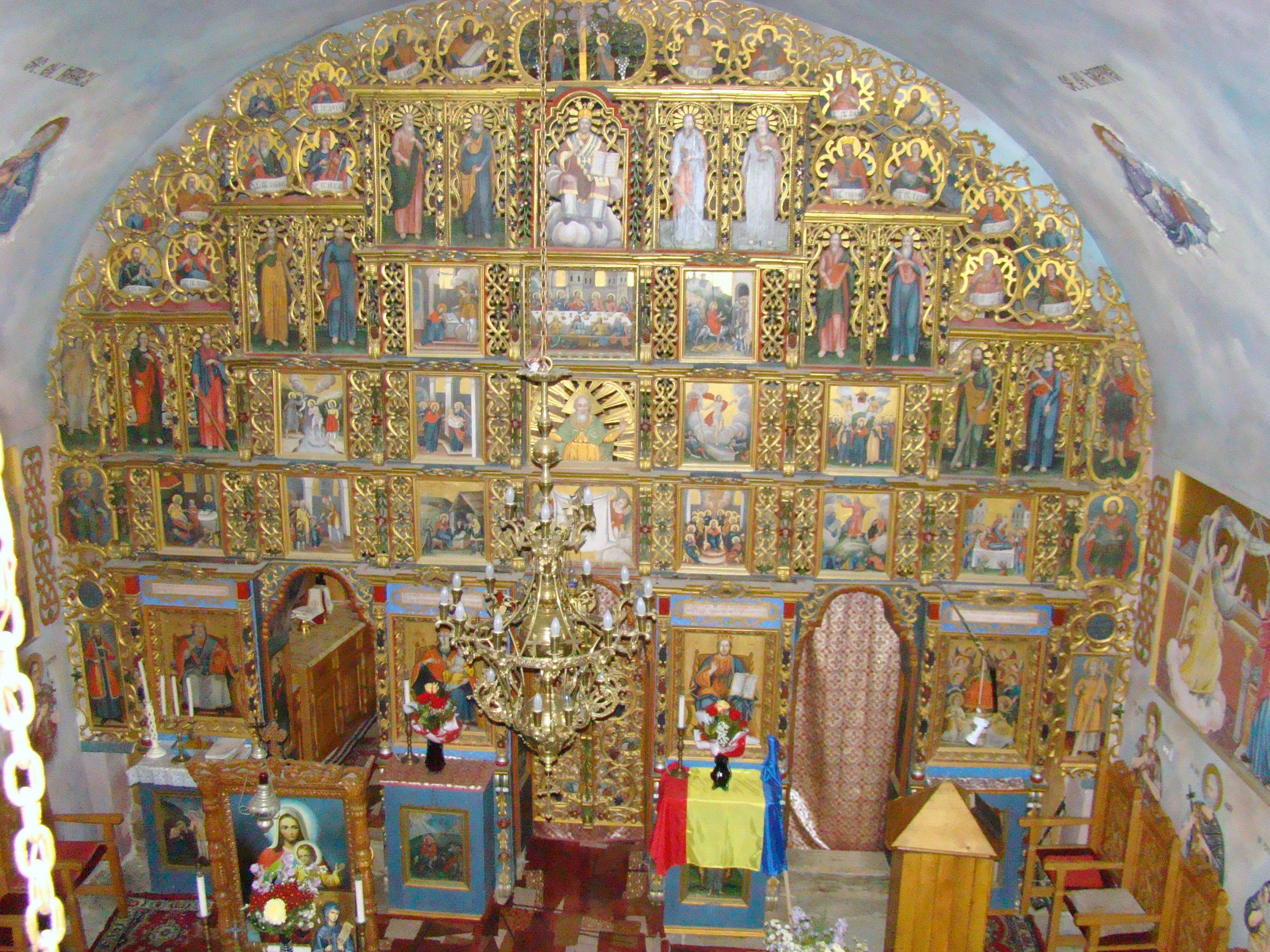
Biserica „Cuvioasa Paraschiva" din Cetățele (iconostasul)
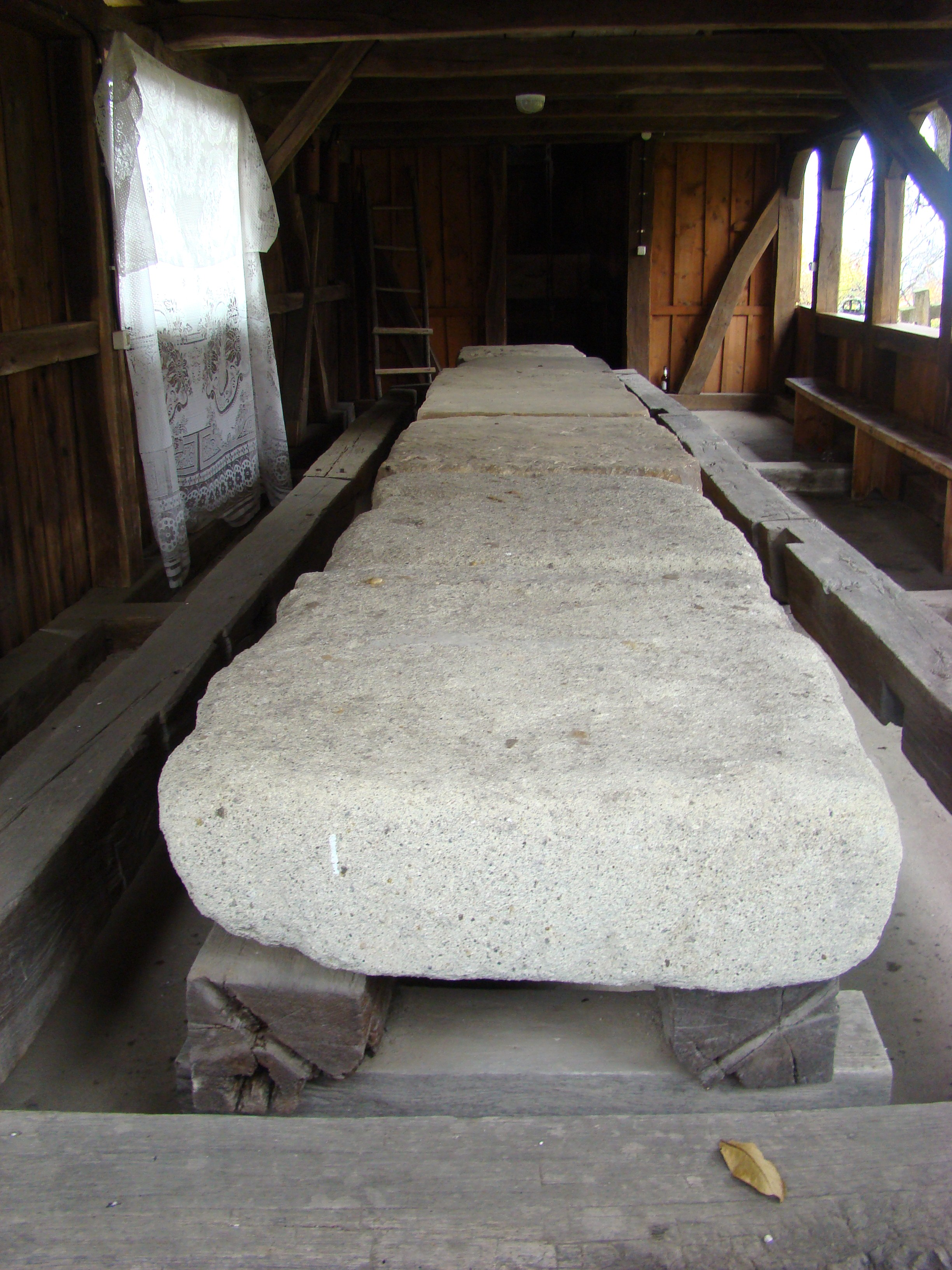
Masa moșilor (monument istoric)